# Tour Malakoff (Sermizelles)
La tour Malakoff est une tour octogonale crénelée, située sur une hauteur qui domine le village de Sermizelles, en France. Cet édifice est inscrit au titre des monuments historiques depuis 2012.

## Historique
Elle fut bâtie en 1858 à l'initiative du curé de Sermizelles, l'abbé Plagnard. Il voulait honorer et remercier la Vierge Marie, pour avoir veillé sur les enfants de la commune qui faisaient partie des troupes françaises engagées dans la guerre de Crimée, en particulier dans la prise de la tour Malakoff et du siège de Sébastopol en 1854.
L’architecte est Jean-Baptiste Mathieu de Clamecy. La tour mesure 8,50 m de haut, elle est en pierre de Domecy et de Coutarnoux. Dans le bas de la tour fut installé un petit oratoire.
La tour est surmontée d'une statue de la Vierge Marie. D’une hauteur de 2,50 m, elle a été sculptée dans la pierre de Cravant.
Le lieu fut l'objet de grands pèlerinages depuis le village, par le sentier en lacets. Après une longue période d'oubli, les processions reprirent dans l'après-guerre, à partir de 1949.